# Unxia insignis
Unxia insignis là một loài bọ cánh cứng trong họ Cerambycidae.